# Evans Wise
Evans Wise (Port of Spain, 23 de novembro de 1973) é um jogador de futebol de Trinidad e Tobago. Jogou a Copa de 2006, sendo convocado na última hora para substituir o lesionado Silvio Spann.
Por clubes, fez carreira nos Estados Unidos (jogando por Tampa Bay Mutiny, New England Revolution, MLS Pro 40, Fredericksburg Hotspur e RVA FC) e, principalmente, no futebol alemão, tendo atuado por Egelsbach, Ulm, Elversberg, Wacker Burghausen e Waldhof Mannheim. Em seu país, atuou por Culture United (seu primeiro clube) e Joe Public. Atualmente, Wise encontra-se desempregado.